# Timbres de Taïwan 2007
Cet article recense les timbres de Taïwan émis en 2007 par Chunghwa Post (中華郵政), renommée Taiwan Post (臺灣郵政) le 12 février 2007.
| Sommaire    | Sommaire | Sommaire | Sommaire |
| ----------- | -------- | -------- | -------- |
| Janvier     | Février  | Mars     | Avril    |
| Mai         | Juin     | Juillet  | Août     |
| Septembre   | Octobre  | Novembre | Décembre |
| Généralités | Légende  | Sources  |          |

## Généralités
Les émissions portent la mention « Republic of China - 中華民國 » (République de Chine en anglais et chinois) jusqu'à l'émission du 16 février, puis « Taiwan - 臺灣 » à partir du 28 février. Ce renommage suit le changement de nom de la poste taïwanaise le 12 février 2007, suivant un mouvement initié par le président Chen Shui-bian parmi les compagnies nationales pour mettre en valeur le nom de Taïwan par rapport à celui de Chine. 
La valeur faciale libellée en nouveau dollar taïwanais (TWD).

### Tarifs
Voici les tarifs réalisables en utilisant un seul timbre émis en 2007. Les tarifs en vigueur sont ceux du 15 juillet 1999 pour les tarifs intérieurs (imprimés et lettres) et du 1er février 2002 pour l'étranger.
Tarifs intérieurs :
- 3,50 TWD : imprimés simples jusqu'à 50 grammes.
- 5 TWD : lettre ordinaire de moins de 20 grammes.
- 10 TWD : lettre ordinaire de 21 à 50 grammes.
- 12 TWD : lettre prioritaire (prompt delivery) de moins de 20 grammes.
- 15 TWD : lettre ordinaire de 51 à 100 grammes.
- 20 TWD : petit colis de 101 à 200 grammes.
- 25 TWD : lettre simple de 101 à 250 grammes.
- 32 TWD : lettre prioritaire (prompt delivery) de 101 à 250 grammes.
- 32 TWD : lettre recommandée et prioritaire (prompt registered) de moins de 20 grammes.
- 35 TWD (feuille de dix) : lettre recommandée (registered) de 51 à 100 grammes.
- 37 TWD (bloc « Poissons des récifs coralliens ») : lettre recommandée et prioritaire (prompt registered) de 21 à 50 grammes.

Tarifs pour l'étranger :
- 5 TWD : carte postale vers Hong Kong et Macao.
- 7 TWD : lettre de moins de 20 grammes vers Hong Kong et Macao par voie de surface.
- 7 TWD : petit colis de moins de 20 grammes vers Hong Kong et Macao par voie aérienne.
- 9 TWD : lettre de moins de 20 grammes vers Hong Kong et Macao par voie aérienne.
- 9 TWD : carte postale vers le monde entier par voie de surface.
- 10 TWD : carte postale vers l'Asie et l'Océanie.
- 10 TWD : petit colis de moins de 100 grammes vers Hong Kong et Macao par voie de surface.
- 10 TWD : petit colis de moins de 20 grammes vers l'Asie et l'Océanie par voie aérienne.
- 12 TWD : carte postale pour l'Afrique, l'Europe, les Amérique centrale et du Sud.
- 12 TWD : aérogramme pour l'Amérique du Nord.
- 15 TWD : lettre de moins de 10 grammes vers le Canada et les États-Unis par voie aérienne.
- 20 TWD : petit colis de 101 à 250 grammes pour Hong Kong et Macao.
- 32 TWD : lettre de 21 à 100 grammes vers le monde entier (sauf Hong Kong et Macao) par voie de surface.
- 32 TWD : lettre de 101 à 250 grammes vers Hong Kong et Macao par voie de surface.
- 35 TWD (feuille de dix) : imprimés, livre et petit colis de 250 à 500 grammes pour Hong Kong et Macao.

## Légende
Pour chaque timbre, le texte rapporte les informations suivantes :
- date d'émission, valeur faciale et description dont dentelure (nombre de dents sur 2 centimètres),
- formes de vente,
- artistes concepteurs et genèse du projet,
- manifestation premier jour,
- date de retrait, tirage et chiffres de vente,

ainsi que les informations utiles pour une émission donnée.

## Janvier

### Orchidées de Taïwan
Le 10 janvier, sont émis la première partie d'une nouvelle série d'usage courant représentant des orchidées. Les quatre premiers timbres sont illustrés, sur un fond clair : Phaius tankervilleae sur le 3,50 dollars, Spiranthes sinensis sur le 5 TWD, Vanda × hybrida pour le 12 TWD et Cattleya sp. sur le 25 NTD.
Les timbres de 2,4 × 3,2 cm sont imprimés en offset en feuille de cent exemplaires dentelés 13½ × 12½. L'impression est réalisée par la Central Engraving and Printing Plant qui imprime également les billets de banque de Taïwan.
Les tirages sont de 35 millions d'exemplaires pour le 3,50 TWD, 45 millions pour le 5 TWD, 20 millions pour le 12 TWD et 100 millions pour le 25 dollars.

### Bijoux de la dynastie Qing
Le 17 janvier, sont émis quatre timbres reproduisant des photographies de bijoux de la dynastie Qing. Le premier timbre de 5 dollars présentent des boucles d'oreille en or décorés de fleurs conçus à partir de perles et de rubis, les feuilles étant en jade et tourmaline rose. Le second 5 TWD se consacre à une épingle à cheveux faite dans un alliage d'argent et d'or ornée également de fleurs faites de pierres précieuses. Le 12 TWD montre un protège-ongle créé à partir d'une carapace de tortue imbriquée (Eretmochelys imbricata) et orné. La fleur portée par la bague en or du 25 dollars est composée d'une grosse perle entourée de pétales en jade, rubis, saphir et tourmaline rose. Les bijoux sont photographiés sur un fond bleu.
Les bijoux sont conservés au Musée national du palais, à Taipei. Les timbres carrés de 3,5 cm de côté sont imprimés en offset en feuille de vingt unités dentelés 11½, par la Central Engraving and Printing Plant.
Les tirages sont de 750 000 exemplaires pour chaque timbre.

## Février

### Bonne Saint-Valentin
Le 6 février, sont émis deux timbres de Saint-Valentin de 5 et 20 dollars à l'occasion de la « fête des amoureux », le 14 février. Un seul graphisme est utilisé : deux personnages (une femme et un homme) dont la tête dépasse d'un immense cœur, avec un plus petit cœur en bas à droite. La position des têtes est inversée sur le second timbre. Les couleurs permettent de distinguer les deux valeurs : cœurs blancs sur fond rouge et pourpre pour le 5 TWD, cœurs pourpres sur fond blanc et rose pour le 20 TWD.
Les timbres de 3 × 4 cm sont imprimés en offset par la China Color Printing Company en feuille de vingt.
Le tirage est 900 000 timbres de 5 TWD et 800 000 timbres de 20 TWD.

### Costume traditionnel chinois:bu fudes officiels militaires Qing
Le 16 février, un an après l'émission sur les costumes traditionnel chinois illustré des bu fu des officiels civils, sont émis quatre timbres ornés de bu fu des officiels militaires de la dynastie Qing. Chaque timbre porte en haut à gauche le modèle de la tenue codifiée d'un de ces dirigeants, et à gauche, le dessin carré qui était cousu sur le devant ou le derrière de cet habit. L'animal représenté indiquait le statut et le rang : un dragon et un lion sur les deux timbres de 3,50 dollars, un léopard (5 TWD) et un tigre (25 TWD). Dans cet ordre, ces animaux représentent l'ordre décroissant des quatre premiers grades. Dans le décor de chaque scène, un soleil rappelle les sentiments d'honneur et de justice.
Les timbres de 4 × 3 cm sont imprimés en offset en feuille de vingt exemplaires par la China Color Printing Company.
Les tirages sont de 2,6 millions de timbres pour les deux valeurs de 3,50 TWD et le 5 TWD. 2,4 millions sont tirés pour le 25 TWD.

### Musée-mémorial national de l'incident du 28 février 1947
Le 28 février, est émis un timbre commémoratif de 5 dollars pour le 60e anniversaire de l'incident du 28 février 1947 au cours duquel des manifestations ont été réprimées dans le sang ; de trente à soixante mille civils ont été tués. L'événement marqua les difficiles relations entre la République de Chine et la population taïwanaise dont l'île venait d'être confiée à la première après plusieurs décennies de contrôle japonais. Le timbre représente le musée-mémorial national 228 (National 228 Memorial Museum en anglais) inauguré en ce soixantième anniversaire à Taipei. En haut à droite, dans le ciel bleu clair, une fleur blanche est également dessinée.
Ce timbre est le premier à porter la mention « 臺灣 - Taiwan » au lieu de « 中華民國 - Republic of China », à la suite du renommage de l'entreprise postale au début du mois de février.
Le timbre mesure 4 cm sur 3 et est imprimé en offset en feuille de vingt par China Color Printing.

## Avril

### Ponts de Taïwan
Le 12 avril, sont émis quatre timbres reproduisant des photographies de ponts du nord de Taïwan. Le premier timbre de 5 dollars, avec bande verte, représente le pont Kanjin, à Dasi dans le Taoyuan ; long de 800 mètres et large de vingt, ce pont en arc permet le franchissement de la Dahan depuis août 2002. Sur le second timbre de 5 TWD à bande inférieure bleue, est visible le pont suspendu de Fusing dont les 150 mètres relient depuis 1966 le village de Luofu à Siayunping. Large de quatre mètres, il est devenu un pont piétonnier offrant un panorama sur la vallée de la Dahan.
Les deux autres ponts sont photographiés de nuit. Au-dessus d'une bande rose, le second pont MacArthur de Taipei orne de ses 400 mètres le timbre de 12 dollars. Achevé en 1995, il est un des premiers ponts en arc en acier de l'île. Enfin, le 15 TWD souligne d'orange la vue nocturne du pont Dajhih, un pont à haubans avec un seul pilier qui a la forme d'une canne à pêche. Il est ouvert à la circulation depuis janvier 2003, à Taipei.
La série de quatre timbres de 4 × 3 cm est conçue par Wang Ben. Dentelé 11½ × 12, chaque timbre est imprimé en offset en feuille de vingt par Cardon Enterprise.
Le tirage est de 800 000 timbres pour le « pont Kanjin » et 750 000 pour les trois autres timbres.

### Petit panda

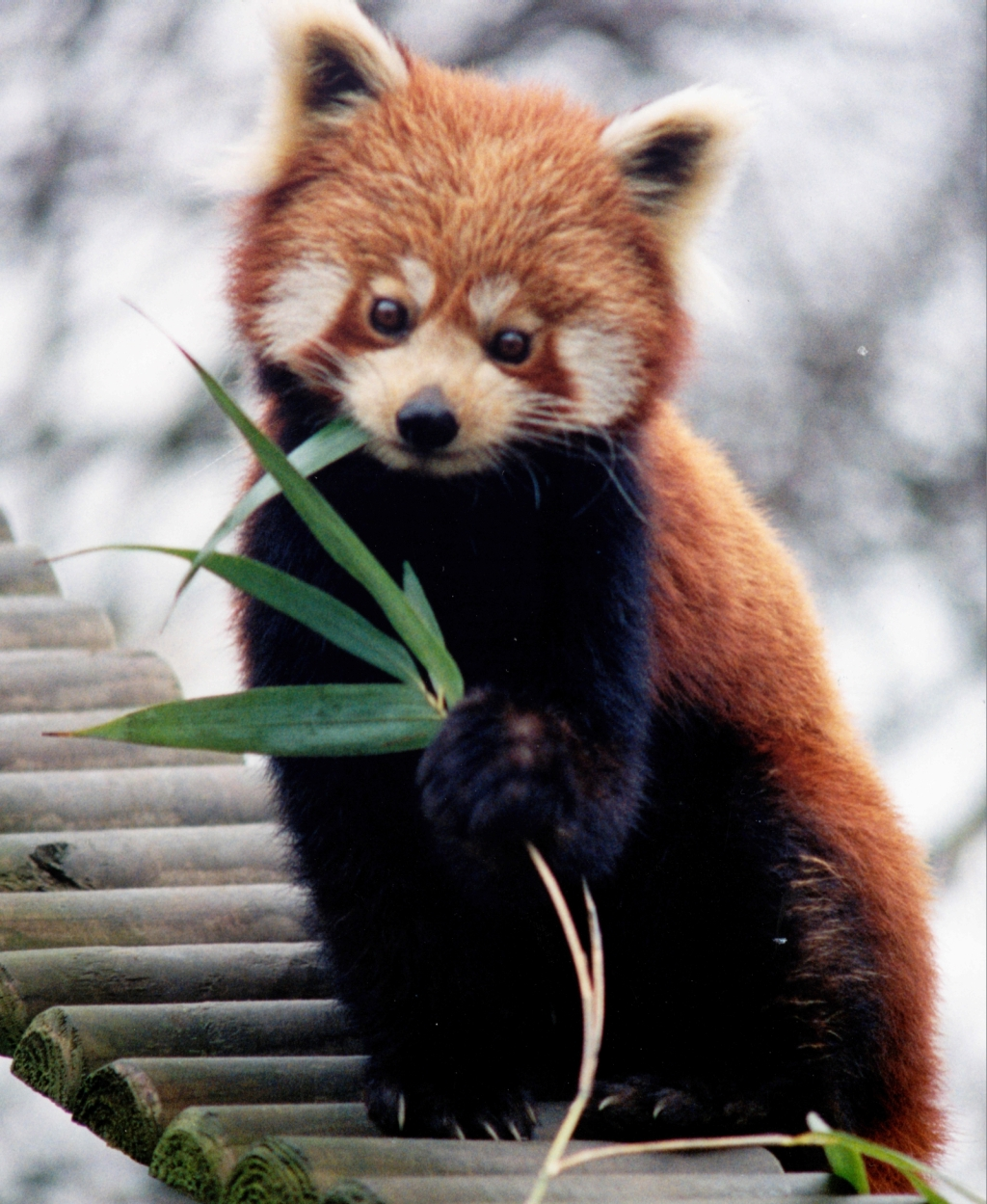
Un petit panda en train de manger une feuille de sa patte gauche, comme sur un des timbres de 5 dollars.

Le 25 avril, dans la série Joli animal (Cute Animal en anglais), sont émis quatre timbres et un bloc d'un timbre de 12 dollars consacrés au petit panda (Ailurus fulgens). L'animal est vu dans diverses positions : mangeant et dormant sur les deux illustrations de 5 dollars, marchant et se grattant sur les deux 10 TWD. Le bloc aux marges illustrés est une scène où deux petits pandas sont représentés.
Les timbres de 3 × 4 cm (2 horizontaux et 3 verticaux) et le bloc sont dessinés par Hung-tu Ko. La série est imprimée en offset par China Color Printing en feuille de vingt exemplaires pour les timbres de 5 et 10 dollars. La dentelure mesure 11½ dents pour 2 centimètres.
Le tirage est d'un million d'exemplaires pour chaque timbre et d'1,1 million de blocs, soit 6,1 millions de timbres individuels.

## Mai

### Temples bouddhistes de Taïwan

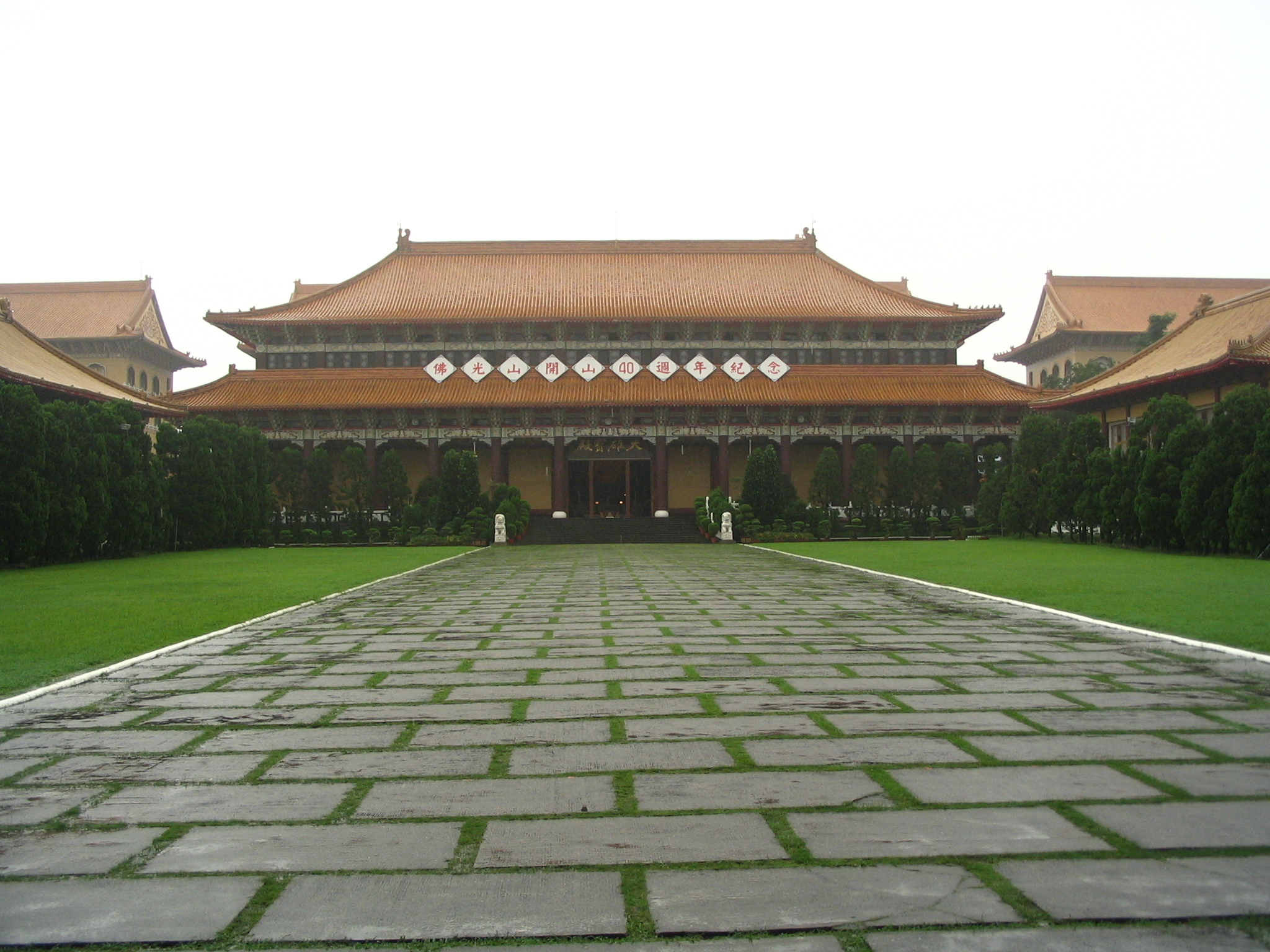
Le bâtiment du monastère Chung Tai Chan dans une perspective identique à un des quatre timbres.

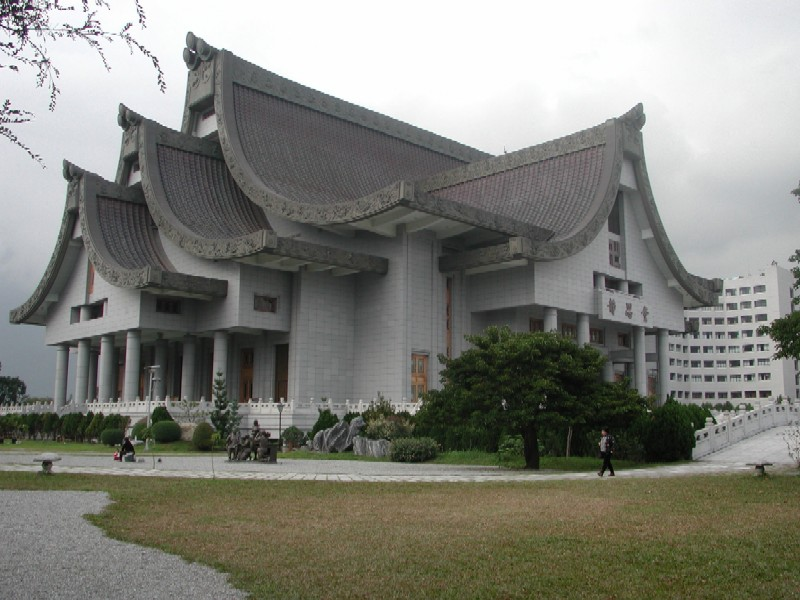
Le temple Tzu Chi vue de la droite ; le timbre présente une vue symétrique depuis la gauche.

Le 24 mai, sont émis quatre timbres de 5 dollars représentant chacun un temple bouddhiste de l'île, sur un fond blanc. Ont été choisis le temple du Dharma Drum Mountain (法鼓山) à Jinshan, le monastère Chung Tai Chan (中台禪寺) à Puli, le monastère Fo Guang Shan (佛光山) à Kaohsiung, et la Fondation Tzu Chi (慈濟) à Hualien.
Les timbres de 2,9 × 3,7 cm sont imprimés en offset en feuille de vingt exemplaires dentelés 13 par China Color Printing Company.
Chaque timbre est tiré à 850 000 exemplaires.

### Le langage des fleurs
Le 28 mai, dans le cadre de la série des timbres à message personnalisable (personal greeting stamps), sont émis six illustrations sur le thème du langage des fleurs. Les dix fleurs utilisés sont une clématite, un dahlia, une English Daisy, un iris, un lotus des Indes orientales, un oiseau de paradis, un platycodon (Platycodon grandiflorus), une rose, un tournesol et une fleur d'abrasin (Vernicia fordii) dont on extrait de la graine l'huile de tung.
Deux valeurs faciales sont disponibles : 3,5 dollars par timbre ou 5 NTD. Les versions non personnalisées sont vendus en bloc de dix timbres de même valeur, imprimés en feuille de deux blocs. Taiwan Post propose quatre formats de feuilles au format A4 ; une feuille compte dix timbres différents se tenant à des vignettes personnalisables selon les désirs du client.
Les timbres carrés de 3,2 cm de côté et dentelés 12½ sont dessinés par Chang Hsiao-wei et imprimés en offset par Carton Enterprise.

## Juin

### Ustensiles de cuisine
Le 28 juin, sont émis quatre timbres sur des ustensiles et meubles de cuisine traditionnel de Taïwan. Chaque illustration représente au premier plan et en couleurs l'objet, et en arrière-plan en dessin sur un fond d'une couleur, l'utilisation qui en est faite par des femmes et des hommes. Le premier timbre de 5 dollars (fond bleu clair) est consacré à un seau à riz et au meuble servant à sa conservation et sa préparation. Le deuxième 5 TWD (vert clair) présente un coffre en bois dans lequel les aliments sont cuits à la vapeur. Le premier 12 TWD montre sur un fond saumon un homme qui porte à l'aide d'un bâton sur son épaule deux paniers, utilisés dans les campagnes pour transporter la nourriture. La vaiselle et les couverts (bols, assiettes et baguettes) occupent l'illustration du dernier timbre de 12 dollars rose.
Les timbres de 4 × 3 cm et dentelés 11½ sont imprimés en offset en feuille de vingt exemplaires par China Color Printing.
Les tirages sont de 750 000 pour le timbre sur le nécessaire à riz, et de 700 000 pour chacune des trois autres valeurs, soit 2 850 000 timbres au total.

## Juillet

### Orchidées de Taïwan
Le 12 juillet, est émise la deuxième partie de la série d'usage courant représentant des orchidées de Taïwan, après les quatre timbres émis le 10 janvier 2007. Les nouvelles valeurs sont le 1 dollar Paphiopedilum sp. aussi connue sous le nom de Lady's Slipper ; le 2,50 TWD Phalaenopsis aphrodite formosana, une des orchidées papillons ; le 10 TWD Dendrobium sp. ; et un timbre de 32 dollars représentant Oncidium × hybridum.
Les timbres de 2,4 × 3,2 cm sont imprimés en offset en feuille de cent exemplaires dentelés 13½ × 12½. L'impression est réalisée par la Central Engraving and Printing Plant qui imprime également les billets de banque de Taïwan.
Les tirages sont respectivement de dix millions de timbres de 1 TWD, un million de celui de 2,50 TWD, vingt millions de 10 TWD et trois millions de 32 TWD.

### 20eanniversairede la levée de la loi martiale
Le 15 juillet, est émis un timbre commémoratif de 12 dollars pour le vingtième anniversaire de la levée de la loi martiale qui était effective depuis le 19 mai 1949 à Taïwan. Elle est levée le 14 juillet 1987 par le président Chiang Ching-kuo. Sur un fond jaune, pour représenter la liberté d'expression que cet événement autorisa, la page de gauche d'un livre ouvert est écrite par une plume qui se révèle être la tige d'une fleur. La page de droite est un arc-en-ciel.
Le timbre de 3 × 4 cm et dentelé 11½ est imprimé en offset en feuille de vingt par China Color Printing.
Le timbre est imprimé à 1,2 million d'unités.

### Poissons des récifs coralliens taïwanais
Le 27 juillet, à la suite d'une émission sur le même thème de juillet 2006, sont émis quatre timbres et un feuillet reprenant deux séries de ces timbres illustrés de poissons vivant dans les récifs coralliens de Taïwan. Chaque illustration présente deux ou trois spécimens d'une espèce. Les timbres de 5 dollars sont consacrés au gobie de feu (Nemateleotris magnifica) et au baliste clown (Balistoides conspicillum) ; trois chirurgiens bleus (Paracanthurus hepatus ornent le 12 TWD et des poissons perroquets à points rouges (Cetoscarus bicolor) sur le 25 TWD (les trois spécimens d'âges différents montrent l'évolution de leur coloration).
L'émission est suivie par le docteur Shao Kwang-Tsao, de l'Academia Sinica. Les timbres de 4 × 3 cm et dentelés 11½ × 12 sont imprimés en offset en feuille de vingt exemplaires et en un feuillet de huit timbres (deux de chaque type) par la China Color Printing Company.
Le tirage est d'un million de chacun des timbres et de 150 000 feuillets.

## Août

### Chiang Wei-shui
Le 6 août, est émis un timbre commémoratif de 25 TWD illustré du portrait de Chiang Wei-shui (蔣渭水, 1891-1931), figure de la défense de la culture taïwanaise et résistant à l’occupation japonaise. Fondateur en 1921 de l’Association culturelle taïwanaise, il est un des membres actifs du Parti populaire de Taïwan créé en 1927. Il meurt du typhus.
Le portrait du timbre est adapté d’une photographie. Le timbre de 3 × 4 cm et dentelé 11½ est imprimé en offset et taille-douce en feuille de vingt par la Central Engraving and Printing Plant.
Le timbre est tiré à 900 000 exemplaires.

## Septembre

### Ancienne peinture chinoise
Le 21 septembre, est émis un bloc de dix timbres différents de 5 dollars reproduisant la peinture de l'empereur Huizong (début XIIe siècle) de la dynastie Song, Les Dix-Huit Érudits de T'ang. Le sujet est une fête entre savants dans un jardin.
L'œuvre conservée au Musée national du palais est reproduite sur deux rangées de cinq timbres, de tailles variables. Le bloc est imprimé en offset par la Central Engraving and Printing Plant.
Le tirage est d'1,3 million de blocs.

### Envoyer des sentiments
Le 28 septembre, dans le cadre d'une opération encourageant l'envoi épistolaire de bons vœux, est émis un timbre de 5 TWD, représentant sur un fond blanc, deux pigeons dont un porte une enveloppe marquée d'un cœur.
Le timbre de 3 × 4 cm est dessiné par Yang Hui-min de l'agence Arteck Design and Consultants. Brillant, il est imprimé en offset en feuille de vint exemplaires par China Color Printing.
1,5 million de timbres ont été imprimés.

## Octobre

### Coquillages de Taïwan
Le 11 octobre, sont émis quatre timbres sur des mollusques vivant sur les côtes de Taïwan, représentés par leur coquillages peints sur un fond bleu : Harpa major et Marchia loebbeckei sur les deux timbres de 5 TWD et Cypraea aurantium et Epitonium scalare sur les deux 12 TWD.
Les timbres de 4 × 3 cm dentelés 11½ sont dessinés par Jheng Yi-lang et imprimés en offset par China Color Printing en feuille de vingt exemplaires.
Le tirage est de 700 000 de chacun des timbres, 750 000 pour le timbre « Marchia loebbeckei ».

### Orchidées de Taïwan
Le 24 octobre, a lieu la troisième émission de 2007 dans la série d'usage courant Orchidées de Taïwan avec 
Ascocentrum sp. sur le 7 dollars, Arundina graminifolia sur le 9 TWD, Vanda teres sur le 15 TWD et Epidendrum sp. sur le 20 TWD.
Les timbres de 2,4 × 3,2 cm dentelés 13½ × 12½ sont imprimés en offset par China Color Printing en feuille de cent exemplaires.
Le tirage est d'un million de timbres de 9 dollars et de 12 dollars et deux millions pour les deux autres valeurs, soit six millions de timbres au total.

## Novembre

### Activités d'extérieur
Le 9 novembre, sont émis quatre timbres de 5 dollars sur des sports, représentés par un personnage dessiné sur fond gris : le cyclisme, la marche athlétique, les rollers en ligne et le skateboard.
Les timbres sont dessinés par l'agence Arteck Design and Consulting et imprimés en offset par la Central Engraving & Printing Plant.

### Centenaire du scoutisme
Le 28 novembre, est émis un timbre de 12 TWD pour le centenaire du scoutisme. L'illustration juxtapose, sur un fond bleu et vert, les logotypes du mouvement scout mondial et des Scouts de la République de Chine enlacés par une corde. En dessous, trois esquisses de colombe volant, dont une tient dans son bec un rameau d'olivier, symbole de la paix.
Le timbre carré posé sur la pointe est dessiné par Ben Wang et est imprimé en offset par Cardon Enterprise

## Décembre

### Nouvel An
Le 3 décembre, sont émis trois timbres pour célébrer le Nouvel An chinois et l'année du rat qui débute le 7 février 2008. Les timbres de 3,50 et 13 dollars représentent chacun un rat sur un lavis rose. Le timbre de 12 TWD est inclus dans un bloc et présente une scène imagée : deux rats vêtus de robes de mariage et de symboles souhaitant richesse et prospérité.
Les timbres sont imprimés en offset par Cardon Enterprise en feuille de vingt exemplaires pour les deux petites valeurs.

### Démocrates
Le 10 décembre, sont émis quatre timbres de 5 TWD pour l'anniversaire de naissance de quatre hommes politiques qui se sont illustrés par leurs actions en faveur de l'établissement de la démocratie à Taïwan : Lei Chen (1897-1979), Fu Jheng (1927-1991), Kuo Yu Shing (1908-1985) et Huang Hsin Chieh (1928-1999).
Les timbres de 3 × 4 cm sont créés par l'agence Up Creative Design and Advertising Corporation. Ils sont imprimés en offset et en taille-douce en feuille de vingt exemplaires par la Central Engraving and Printing Plant.

### Sources
- La presse philatélique française, notamment leurs pages « Nouveautés ».
- Les notices philatéliques sur le site de Taiwan Post (en anglais et chinois).